# Metalectra cinctus
Metalectra cinctus är en fjärilsart som beskrevs av Smith 1905. Metalectra cinctus ingår i släktet Metalectra och familjen nattflyn. Inga underarter finns listade i Catalogue of Life.